# Наизнанку (фильм)
«Наизнанку» (англ. Outside In) — американский драматический фильм 2017 года, снятый режиссёром Линн Шелтон. Главные роли в фильме исполняют Эди Фалко, Джей Дюпласс, Кейтлин Дивер и Бен Шварц. Дюпласс, исполнивший одну из главных ролей, также является соавтором сценария, написанного совместно с Шелтон, и одним из исполнительных продюсеров.
Мировая премьера фильма состоялась 8 сентября 2017 года на Международном кинофестивале в Торонто. 30 марта 2018 года фильм был выпущен в прокат компанией The Orchard.

## Сюжет
Главный герой фильма «Наизнанку» (англ. Outside In), Крис Коннелли, двадцать лет отсидел в тюрьме за убийство, которое совершил его брат. В тюрьму Крис попадает в возрасте 18 лет и выходит, когда ему 38. Крис большую часть жизни провёл вне общества, соответственно сейчас совершенно оторван и потерян, ему трудно влиться в жизнь. На вечеринке-сюрпризе, устроенной в честь выхода Криса из тюрьмы, он видит Кэрол, свою бывшую школьную учительницу литературы, которая, участвуя в социальной программе поддержки заключённых, поддерживала Криса все эти годы, навещала в тюрьме, проводила с ним беседы, давала задания, мотивировала читать. Спустя какое-то время Крис и Кэрол случайно встречаются в городе, разговаривают сидя в машине Кэрол и Крис открывается, что любит Кэрол. Женщина останавливает признание, говоря о своём браке и о сложных отношениях с дочерью-подростком, предлагает дружбу.
Крис приходит к Кэрол в гости на завтрак, и они с Кэрол и её дочерью-подростком Хильди прекрасно ладят, настроение портит приезд Тома, мужа Кэрол.
Крис находится в крайне подавленном и психологически угнетённом состоянии, он чувствует себя разочарованным из-за ограниченности общения с Кэрол, натянутости в отношениях с братом, по чьей вине он оказался в тюрьме, и своей собственной неспособностью найти работу.
Хильди, дочь Кэрол, заинтересовалась Крисом и подружилась с ним. Она с удивлением узнает, как высоко мужчина ценит её мать и как благодарен Кэрол за то, что она помогла ему пройти через тюрьму, благодаря чему Хильди удаётся по-новому взглянуть на мать.
Несмотря на то, что Кэрол ранее просила Криса, свести к минимуму всякое общение, они продолжают тянуться друг к другу. Крис просит Кэрол провести с ним только один день, после которого он сможет отпустить её. Они встречаются и идут на ужин, затем поддавшись влечению в мотель. Они признаются друг другу в любви.
На следующее утро на выходе из мотеля их видят Том и Хильди. Том нападает на Криса, который пинает его в голень, прежде чем убежать.
Хильди, эмоционально отреагировав на увиденное, уходит из дома. Кэрол находит дочь, после разговора по душам отношения матери и дочери становятся теплее.
Брак Кэрол и Тома распадается.
Кэрол идет навестить Криса на его новой работе. Она говорит ему, что их дальнейшие жизни мало совместимы, но, тем не менее, приглашает Криса на обед, надеясь, что они узнают друг друга лучше, такими, какие они есть сейчас, в настоящем.
Крис соглашается.

## Актёрский состав
- Эди Фалко — Кэрол Бисли
- Джей Дюпласс — Крис Коннелли
- Кейтлин Девер — Хильди Бисли
- Бен Шварц — Тед
- Памела Рид — тётя Бетти
- Алисия Делмор — Тара
- Мэтт Мэллой — Расселл
- Луи Хобсон — Мэтт
- Аарон Блэйкли — Шейн
- Стивен Гренли — Фил
- Чарльз Леггетт — Том Бисли

## Производство
Съёмки фильма начались в округе Снохомиш, штат Вашингтон, в октябре 2016 года.

## Отзывы
На сайте-агрегаторе Rotten Tomatoes фильм имеет рейтинг 95 % на основании 41 критического отзыва. На сайте Metacritic рейтинг фильма составляет 76 из 100 на основании 18 отзывов.